# Aire d'attraction de Biars-sur-Cère - Saint-Céré
L'aire d'attraction de Biars-sur-Cère - Saint-Céré est un zonage d'étude défini par l'Insee pour caractériser l’influence de la commune de Biars-sur-Cère sur les communes environnantes.

## Définition
L'aire d'attraction d'une ville est composée d’un pôle, défini à partir de critères de population et d’emploi ainsi que d’une couronne constituée des communes dont au moins 15 % des actifs travaillent dans le pôle. Le pôle d’attraction constitue ainsi un point de convergence des déplacements domicile-travail,.

## Type et composition
L’aire d'attraction de Biars-sur-Cère - Saint-Céré est une aire inter-régionale qui comporte 49 communes : 37 situées dans le Lot et 12 dans la Corrèze.
Elle est catégorisée dans les aires de moins de 50 000 habitants, une catégorie qui regroupe 16,6 % de la population d'Occitanie et 12,2 % au niveau national.

### Carte

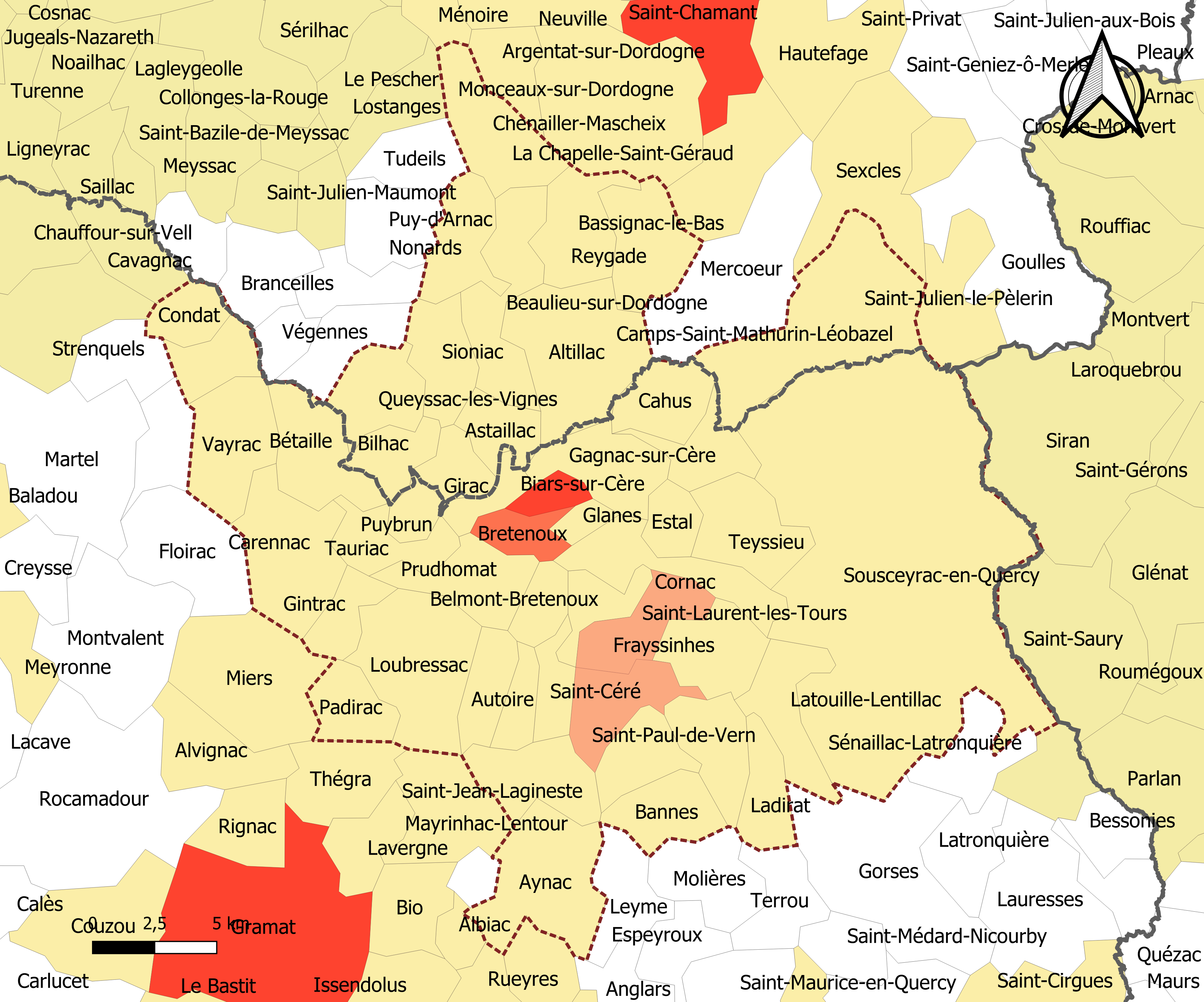
Carte de l'aire d'attraction de Biars-sur-Cère - Saint-Céré.
Commune-centre
Commune du pôle principal
Commune de la couronne

### Composition communale
| Nom                             | Code Insee | Département | Statut                       | Superficie (km2) | Population (dernière pop. légale) | Densité (hab./km2) | Modifier                                    |
| ------------------------------- | ---------- | ----------- | ---------------------------- | ---------------- | --------------------------------- | ------------------ | ------------------------------------------- |
| Biars-sur-Cère (commune-centre) | 46029      | Lot         | commune-centre               | 3,63             | 1 968 (2022)                      | 542                | modifier les données · modifier les données |
| Bretenoux                       | 46038      | Lot         | commune du pôle principal    | 5,69             | 1 429 (2022)                      | 251                | modifier les données · modifier les données |
| Saint-Céré                      | 46251      | Lot         | commune d'un pôle secondaire | 11,33            | 3 449 (2022)                      | 304                | modifier les données · modifier les données |
| Saint-Laurent-les-Tours         | 46273      | Lot         | commune d'un pôle secondaire | 10,84            | 845 (2022)                        | 78                 | modifier les données · modifier les données |
| Altillac                        | 19007      | Corrèze     | commune de la couronne       | 25,23            | 827 (2022)                        | 33                 | modifier les données · modifier les données |
| Astaillac                       | 19012      | Corrèze     | commune de la couronne       | 7,35             | 207 (2022)                        | 28                 | modifier les données · modifier les données |
| Bassignac-le-Bas                | 19017      | Corrèze     | commune de la couronne       | 12,29            | 82 (2022)                         | 6,7                | modifier les données · modifier les données |
| Beaulieu-sur-Dordogne           | 19019      | Corrèze     | commune de la couronne       | 16,89            | 1 310 (2022)                      | 78                 | modifier les données · modifier les données |
| Bilhac                          | 19026      | Corrèze     | commune de la couronne       | 6,99             | 246 (2022)                        | 35                 | modifier les données · modifier les données |
| Camps-Saint-Mathurin-Léobazel   | 19034      | Corrèze     | commune de la couronne       | 34,08            | 208 (2022)                        | 6,1                | modifier les données · modifier les données |
| Chenailler-Mascheix             | 19054      | Corrèze     | commune de la couronne       | 15,82            | 214 (2022)                        | 14                 | modifier les données · modifier les données |
| Liourdres                       | 19116      | Corrèze     | commune de la couronne       | 5,91             | 266 (2022)                        | 45                 | modifier les données · modifier les données |
| Nonards                         | 19152      | Corrèze     | commune de la couronne       | 11,10            | 478 (2022)                        | 43                 | modifier les données · modifier les données |
| Queyssac-les-Vignes             | 19170      | Corrèze     | commune de la couronne       | 11,13            | 235 (2022)                        | 21                 | modifier les données · modifier les données |
| Reygade                         | 19171      | Corrèze     | commune de la couronne       | 13,94            | 181 (2022)                        | 13                 | modifier les données · modifier les données |
| Sioniac                         | 19260      | Corrèze     | commune de la couronne       | 10,60            | 237 (2022)                        | 22                 | modifier les données · modifier les données |
| Autoire                         | 46011      | Lot         | commune de la couronne       | 7,15             | 376 (2022)                        | 53                 | modifier les données · modifier les données |
| Aynac                           | 46012      | Lot         | commune de la couronne       | 21,55            | 558 (2022)                        | 26                 | modifier les données · modifier les données |
| Bannes                          | 46017      | Lot         | commune de la couronne       | 10,11            | 145 (2022)                        | 14                 | modifier les données · modifier les données |
| Belmont-Bretenoux               | 46024      | Lot         | commune de la couronne       | 6,65             | 406 (2022)                        | 61                 | modifier les données · modifier les données |
| Bétaille                        | 46028      | Lot         | commune de la couronne       | 13,99            | 1 073 (2022)                      | 77                 | modifier les données · modifier les données |
| Cahus                           | 46043      | Lot         | commune de la couronne       | 10,01            | 185 (2022)                        | 18                 | modifier les données · modifier les données |
| Carennac                        | 46058      | Lot         | commune de la couronne       | 19,00            | 426 (2022)                        | 22                 | modifier les données · modifier les données |
| Condat                          | 46074      | Lot         | commune de la couronne       | 6,12             | 399 (2022)                        | 65                 | modifier les données · modifier les données |
| Cornac                          | 46076      | Lot         | commune de la couronne       | 13,76            | 360 (2022)                        | 26                 | modifier les données · modifier les données |
| Estal                           | 46097      | Lot         | commune de la couronne       | 6,04             | 106 (2022)                        | 18                 | modifier les données · modifier les données |
| Frayssinhes                     | 46115      | Lot         | commune de la couronne       | 12,15            | 165 (2022)                        | 14                 | modifier les données · modifier les données |
| Gagnac-sur-Cère                 | 46117      | Lot         | commune de la couronne       | 12,83            | 657 (2022)                        | 51                 | modifier les données · modifier les données |
| Gintrac                         | 46122      | Lot         | commune de la couronne       | 6,79             | 95 (2022)                         | 14                 | modifier les données · modifier les données |
| Girac                           | 46123      | Lot         | commune de la couronne       | 4,40             | 353 (2022)                        | 80                 | modifier les données · modifier les données |
| Glanes                          | 46124      | Lot         | commune de la couronne       | 2,72             | 296 (2022)                        | 109                | modifier les données · modifier les données |
| Ladirat                         | 46146      | Lot         | commune de la couronne       | 8,93             | 89 (2022)                         | 10,0               | modifier les données · modifier les données |
| Latouille-Lentillac             | 46159      | Lot         | commune de la couronne       | 11,71            | 246 (2022)                        | 21                 | modifier les données · modifier les données |
| Laval-de-Cère                   | 46163      | Lot         | commune de la couronne       | 7,98             | 292 (2022)                        | 37                 | modifier les données · modifier les données |
| Loubressac                      | 46177      | Lot         | commune de la couronne       | 23,75            | 514 (2022)                        | 22                 | modifier les données · modifier les données |
| Padirac                         | 46213      | Lot         | commune de la couronne       | 8,86             | 183 (2022)                        | 21                 | modifier les données · modifier les données |
| Prudhomat                       | 46228      | Lot         | commune de la couronne       | 12,39            | 735 (2022)                        | 59                 | modifier les données · modifier les données |
| Puybrun                         | 46229      | Lot         | commune de la couronne       | 4,36             | 993 (2022)                        | 228                | modifier les données · modifier les données |
| Saint-Jean-Lespinasse           | 46271      | Lot         | commune de la couronne       | 5,99             | 411 (2022)                        | 69                 | modifier les données · modifier les données |
| Saint-Médard-de-Presque         | 46281      | Lot         | commune de la couronne       | 5,29             | 201 (2022)                        | 38                 | modifier les données · modifier les données |
| Saint-Michel-de-Bannières       | 46283      | Lot         | commune de la couronne       | 7,74             | 341 (2022)                        | 44                 | modifier les données · modifier les données |
| Saint-Michel-Loubéjou           | 46284      | Lot         | commune de la couronne       | 5,25             | 416 (2022)                        | 79                 | modifier les données · modifier les données |
| Saint-Paul-de-Vern              | 46286      | Lot         | commune de la couronne       | 10,84            | 174 (2022)                        | 16                 | modifier les données · modifier les données |
| Saint-Vincent-du-Pendit         | 46295      | Lot         | commune de la couronne       | 9,24             | 226 (2022)                        | 24                 | modifier les données · modifier les données |
| Sousceyrac-en-Quercy            | 46311      | Lot         | commune de la couronne       | 140,30           | 1 335 (2022)                      | 9,5                | modifier les données · modifier les données |
| Tauriac                         | 46313      | Lot         | commune de la couronne       | 8,23             | 464 (2022)                        | 56                 | modifier les données · modifier les données |
| Teyssieu                        | 46315      | Lot         | commune de la couronne       | 13,63            | 163 (2022)                        | 12                 | modifier les données · modifier les données |
| Vayrac                          | 46330      | Lot         | commune de la couronne       | 16,33            | 1 279 (2022)                      | 78                 | modifier les données · modifier les données |
| Saint-Jean-Lagineste            | 46339      | Lot         | commune de la couronne       | 12,66            | 389 (2022)                        | 31                 | modifier les données · modifier les données |